# Tatami
Tatami (畳?) är en traditionell japansk matta, eller snarare en oböjlig golvenhet som vanligen är cirka 90x180 cm (vilket ger en yta på ca 1,6 kvm per matta) och 6 cm tjock. I nästan 800 år har dessa mått varit standard i Japan. Storleken anses lagom för två personer som sitter eller en person som ligger. Rum dimensioneras för att precis rymma ett visst antal tatamimattor. Man uppger ofta boytan i antal tatamimattor snarare än i kvadratmeter. Det finns också halvmattor på 90x90 cm.

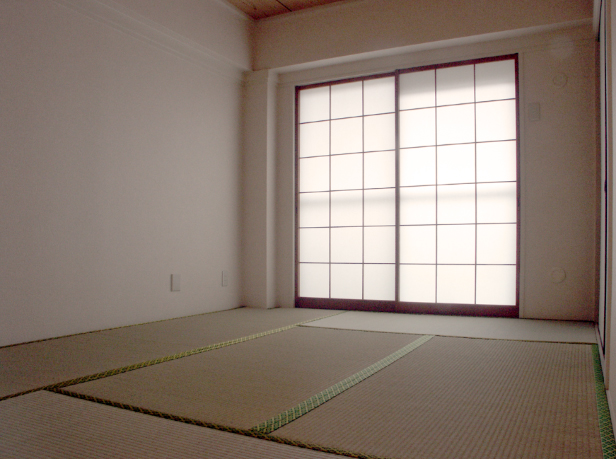
Ett rum med tatamimattor.

Mattan har en inbyggd träram som ger stadga. Ytan består av vävda strån av veketåg som alla ligger i samma riktning och bildar ett mönster ungefär som fingrarna när man knäpper sina händer. Ingen stråända sticker ut någonstans. I moderna mattor kan även andra material ingå.
Tatamimattan är mjukt fjädrande att gå på. Den ger värmeisolering på vintern och viss svalka på sommaren. Man går aldrig på den med hårda skor, men gärna barfota eller med mjuka mockasiner. Om en matta skadas, kan man lätt lyfta bort den och lägga in en ny. Den används som golvbeläggning i japanska vardagsrum och sovrum, men även som underlag för kampsporter.